# Vụ giẫm đạp Meron 2021
Vào ngày 30 tháng 4 năm 2021, vào khoảng 00:50 giờ Israel, một vụ giẫm đạp gây chết người đã xảy ra ở Meron, Israel trong cuộc hành hương hàng năm đến lăng mộ của Rabbi Shimon bar Yochai vào ngày lễ Lag BaOmer của người Do Thái, lúc đó có khoảng 100.000 người tham dự. 45 người thiệt mạng và khoảng 150 người bị thương, hàng chục người trong số họ bị thương nặng, khiến sự kiện này trở thành thảm họa dân sự chết chóc nhất trong lịch sử Israel. Tất cả các nạn nhân tại sự kiện tách riêng giới tính này là đàn ông và trẻ em trai. Vụ giẫm đạp xảy ra sau khi một số người trượt chân ngã khỏi khán đài dự lễ, những người di chuyển phía sau đã không nhận thức được sự tắc nghẽn phía trước nên họ tiếp tục tiến lên trước, giẫm đạp lên những người phía trước. Những người ngã nằm bên dưới đã bị giẫm đạp lên khiến họ không thở được.
Khả năng xảy ra một thảm họa như vậy đã được cảnh sát và nhà chức trách Israel cảnh báo trước. Trong báo cáo vào các năm 2008 và 2011, các cơ quan quản lý nhà nước của Israel đã đưa ra cảnh báo nguy hiểm đối với người tham gia lễ hành hương tới núi Meron. Chính quyền địa phương đã nhiều lần cố gắng đóng cửa địa điểm này. Reuters đã trích dẫn các phương tiện truyền thông của Israel đưa tin rằng, để đề phòng đại dịch COVID-19 trong nước, các khu vực lửa trại đã bị phong tỏa, có thể đã tạo ra các điểm nghẹt chen chúc đông người hơn.

## Bối cảnh
Theo truyền thống của nhiều người Do Thái, chủ yếu là tín đồ Haredi tập trung các buổi lễ Lag BaOmer tại mộ của giáo sĩ Do Thái giáo người Tannai từ thế kỷ thứ 2 là Shimon bar Yochai ở Mount Meron để nhảy múa và đốt lửa trại. Đàn ông và trẻ em trai tham dự trong các buổi lễ khác với phụ nữ và trẻ em gái. Haaretz gọi đây là "lễ hội tôn giáo lớn nhất hàng năm" của Israel.
Vào năm 2020, quốc gia này đã hạn chế các cuộc hành hương do đại dịch COVID-19. Nội các Israel đã cho phép hành hương với số lượng 1.000 người tham dự như một phần của một thỏa thuận với Bộ Dịch vụ Tôn giáo với yêu cầu người tham dự đã được chích ngừa COVID-19. Đây là sự kiện lớn nhất được tổ chức tại Israel kể từ khi bắt đầu đại dịch vào năm 2020.
Ngoài ra, lần đầu tiên sau 13 năm, sự kiện ở núi Meron diễn ra vào thứ Năm và thứ Sáu, ở Israel đêm thứ Năm được coi là tương đương với đêm thứ Bảy ở nhiều nơi trên thế giới, và thứ Sáu là ngày nghỉ ngơi của người Israel, tương tự Chủ nhật. Hơn nữa, vì lễ kỷ niệm không được phép vào Shabbat, ngày lễ của người Do Thái bắt đầu vào lúc hoàng hôn thứ Sáu hàng tuần, nên sự kiện được giới hạn trong khoảng thời gian 14 giờ, kết thúc vào lúc hoàng hôn của ngày thứ Sáu. Ba ngọn lửa trại được đốt lên cùng một lúc, mỗi ngọn lửa do một Admor đốt, với khoảng 3.000 người tụ tập ở mỗi ngọn lửa. Số người được phép vào khu phức hợp được giới hạn ở mức 10.000 người, nhưng các nhà tổ chức ước tính khoảng 100.000 người đã có mặt tại địa điểm này — nguồn tin khác ước tính 50.000 — lớn hơn khi bị hạn chế vào năm 2020 nhưng ít hơn hàng trăm nghìn người trong những năm trước đó. Truyền thông Israel đưa tin rằng, để đề phòng đại dịch COVID-19, các khu vực đốt lửa đã được ngăn cách, điều này có thể tạo ra các điểm tắt nghẽn.
Đây không phải là lần đầu tiên những người hành hương ở núi Meron bị tai nạn thiệt mạng. Vào ngày 15 tháng 5 năm 1911, 11 người đã thiệt mạng khi một đám đông khoảng 10.000 người tràn vào khu nhà và khiến lan can của một ban công gần đó bị sập. Khoảng 100 người đã rơi từ độ cao khoảng 8 m xuống mặt đất bên dưới; Cái chết của 7 người đã được xác định tại hiện trường và cái chết của bốn người khác trong những ngày sau vụ việc. Có 40 người bị thương.

### Cảnh báo an toàn
Một báo cáo năm 2008 về địa điểm này của Cơ quan quản lý nhà nước Israel đã kết luận rằng địa điểm này không đủ chứa số lượng người hành hương hàng năm. Một báo cáo của cảnh sát năm 2016 đã cảnh báo về các vấn đề về cơ sở hạ tầng và việc kiểm soát đám đông.
Năm 2011, chính quyền tuyên bố sẽ nắm quyền kiểm soát địa điểm, nhưng quyền kiểm soát đã được trả lại cho chủ lễ trong một thỏa thuận được tòa án phê duyệt vào năm 2020.
Vào năm 2018, một nhà báo đã đưa tin rằng "lối thoát hiểm tạo ra một nút thắt cổ chai và có nguy cơ khiến người dân bị giẫm đạp". Ông viết rằng một lối ra lớn hơn nên được xây dựng để tránh sự cố tương tự xảy ra từ năm 2015, khi một người đàn ông bị giẫm chết và hàng chục người bị thương do đám đông.
Tám ngày trước khi thảm họa xảy ra, Cơ quan Cứu hỏa và Cứu hộ Israel yêu cầu rằng, với 9.000 người, địa điểm này cần có bốn lối thoát hiểm khác nhau.

## Giẫm đạp

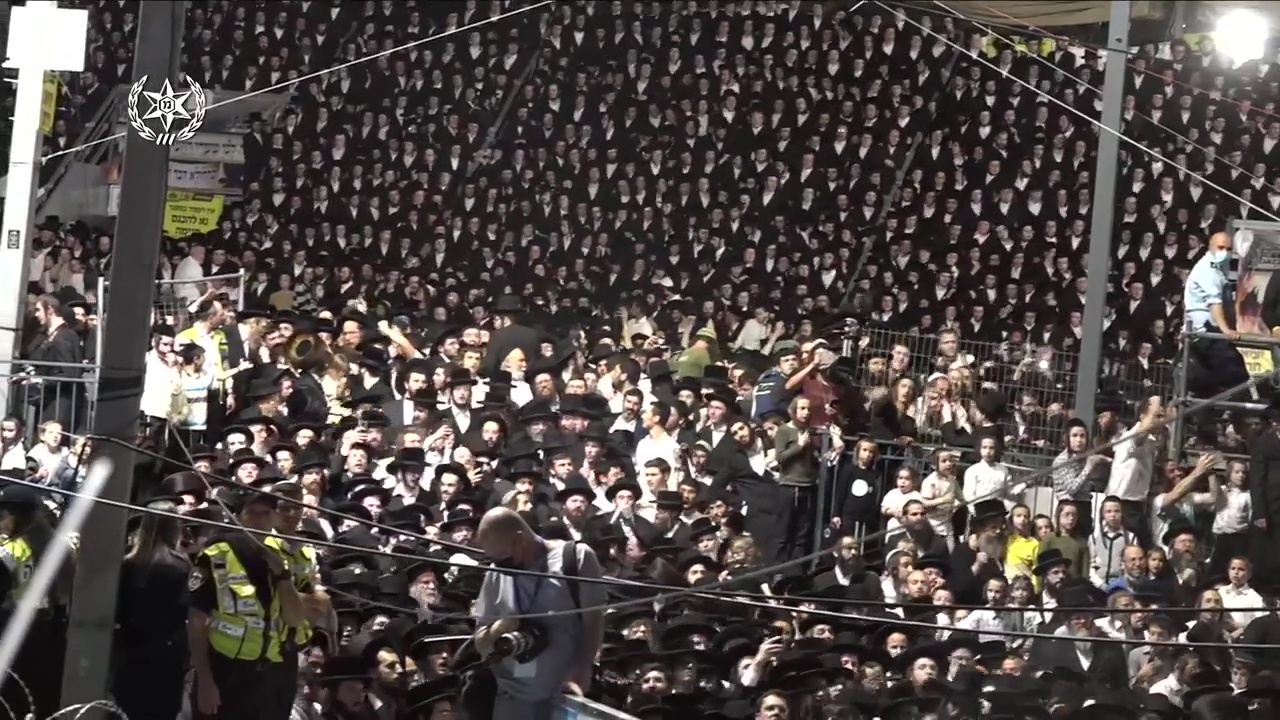
Đám đông trước khi xảy ra thảm họa giẫm đạp.

Bốn nhóm tín đồ Haredi giám sát các khu khác nhau của buổi lễ, Khu vực xảy ra sự cố giẫm đạp do Toldot Aharon điều hành. Theo lời kể của các nhân chứng, sự kiện được tổ chức trong một khu vực có nhiều hàng rào ngăn. Vào thời điểm đó, khu vực có tới 20.000 người. Sau lễ thắp sáng, và khi hoạt động khiêu vũ bắt đầu, hàng trăm người rời đi. Lối ra là một con dốc hẹp với sàn bằng kim loại nhẵn. Không có cảnh sát hoặc nhân viên dịch vụ cứu hộ quản lý dòng người di chuyển vào lối đi bộ. Không có gì để bám víu, đám đông di chuyển dựa vào nhau. Con đường dẫn đến các bậc thang phía trước một đường hầm hẹp. Tầm lúc 01:00, một số người di chuyển bắt đầu trượt và ngã trên dốc kim loại và bậc đá, và họ đã bị đạp lên do không thở bởi những người đi phía sau sau đè lên người họ. Khi đám đông di chuyển đến cổng, vụ giẫm đạp bắt đầu. Đám đông phá vỡ các hàng rào bên hông của con đường, tạo ra các lối thoát hiểm để một số người có thể thoát ra.
Theo một nhân chứng, nhân viên an ninh đã chặn lối đi và ngăn không cho mọi người thoát ra ngoài. Khi nhiều người bắt đầu bất tỉnh vì vết thương khiến họ không thở được, cảnh sát mới mở cổng cho phép mọi người đi qua. Sự giẫm đạp xảy ra sau đó khi đông đảo người cố gắng thoát ra cùng một lúc qua lối đi hẹp. Các nhân chứng khác cho biết con đường trơn trượt do nước và nước ép trái cây bị đổ. Một nhân chứng khác kể lại "hàng trăm người la hét 'Tôi không thể thở được'".
Khi các nhân viên y tế cố gắng tiếp cận những người bị thương, cựu Giáo sĩ trưởng Israel Yisrael Meir Lau vẫn ở trên khán đài kêu gọi bình tĩnh và đọc thánh vịnh cho những người bị thương. Ba trăm xe buýt cứu hộ đã khó khăn khi di chuyển vào địa điểm do lối vào bị chặn. Sáu máy bay trực thăng đã được huy động đến để sơ tán những người bị thương. Dịch vụ điện thoại di động đã gặp sự cố do quá nhiều người cố gắng liên lạc với gia đình của họ.

## Nạn nhân
Trong thảm họa này, 45 người thiệt mạng và khoảng 150 người khác bị thương. Những người thiệt mạng bao gồm 6 người Mỹ, 2 người Canada, 1 người Argentina và 1 người Anh. Viện Pháp y tại Abu Kabir đã hoàn thành việc xác định danh tính của tất cả 45 nạn nhân vào ngày 2 tháng 5 năm 2021.

## Điều tra

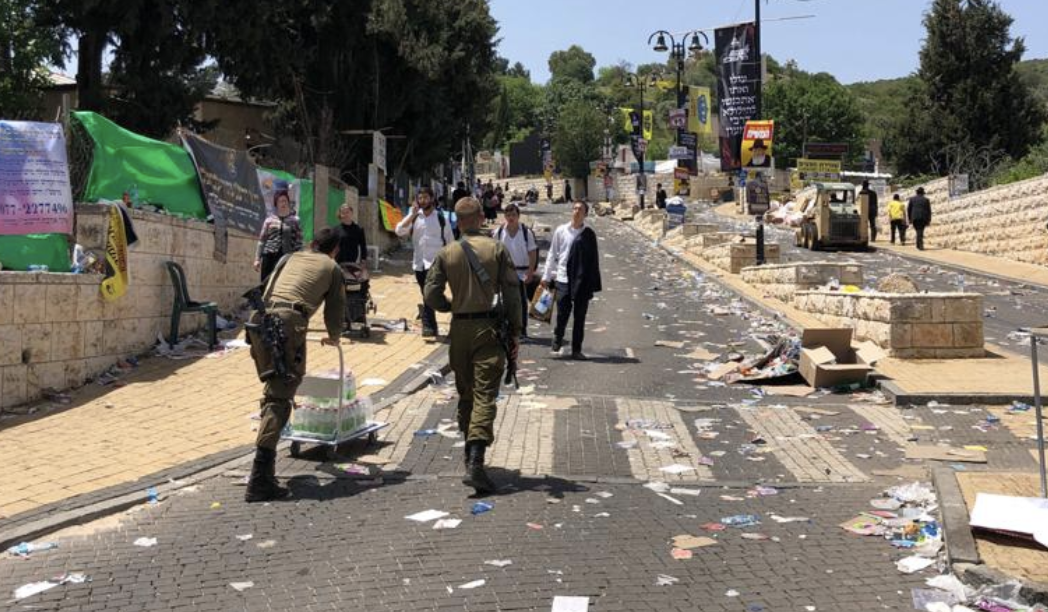
Nhân viên Lực lượng Phòng vệ Israel triển khai sau thảm họa

Thảm họa hiện đang được điều tra. Cảnh sát Israel cho biết vụ giẫm đạp là không thể xử lý được và địa điểm này đang được kiểm tra các sai sót về cấu trúc không gian, nhưng kịch bản người dân bị trượt chân trên cầu thang nằm ngoài tầm kiểm soát của cảnh sát. Chỉ huy Cảnh sát miền Bắc Shimon Lavi cho biết ông chịu hoàn toàn trách nhiệm. Cảnh sát đưa ra một tuyên bố rằng các lối đi đã được tất cả các cơ quan chức năng cho phép và họ hiểu rằng sự kiện sẽ lớn bất thường. Mordechai Halperin, cựu thị trưởng của moshav Meron (địa điểm nằm ở bên trong moshav Meron), cho biết lối đi hẹp là từ lối thoát hiểm đã được xây dựng mà không có bất kỳ giấy phép xây dựng nào và họ đã chống lại sự phản đối kịch liệt của ông. Nhiều nhà bình luận cho rằng quyền tự trị rộng rãi của cộng đồng Haredi trong phạm vi quản lý của chính quyền Israel là nguyên nhân góp phần chính gây ra thảm họa.
Kiểm soát viên Matanyahu Englman của Cơ quan Kiểm soát Nhà nước của Israel vào ngày 3/5 đã công bố một cuộc kiểm tra các sự kiện dẫn đến thảm họa, đồng thời đề xuất chính sách cho các sự kiện đại chúng trong tương lai. Hiện vẫn chưa được quyết định có thành lập một ủy ban điều tra của nhà nước hay không. Thủ tướng Benjamin Netanyahu hứa sẽ điều tra toàn diện cấp nhà nước, nhưng không nêu rõ bất kỳ chi tiết điều tra nào.

## Hậu quả
Vụ giẫm đạp là thảm họa dân sự chết chóc nhất xảy ra trong lịch sử Israel, vượt qua trận cháy rừng núi Carmel năm 2010 khiến 44 người thiệt mạng. Netanyahu gọi đây là một "thảm kịch lớn" và cho biết mọi người đang cầu nguyện cho các nạn nhân. Ông cũng tuyên bố ngày 2 tháng 5 năm 2021 là ngày quốc tang. Một số hoạt động văn hóa đã bị hủy bỏ. Tổng thống Reuven Rivlin gửi lời chia buồn đến gia đình các nạn nhân.
Các quan chức từ nhiều cơ quan ban ngành bao gồm cả chính phủ Palestine, Liên minh Châu Âu và Hoa Kỳ cũng đã gửi lời chia buồn.
Cơ quan Quản lý Cửa khẩu, Dân số và Nhập cư Israel tuyên bố rằng một "con đường nhanh" để vào Israel đã được xác định để cho phép các gia đình của những người bị thương và qua đời nhập cư vào Israel.